# Helmut Debelius

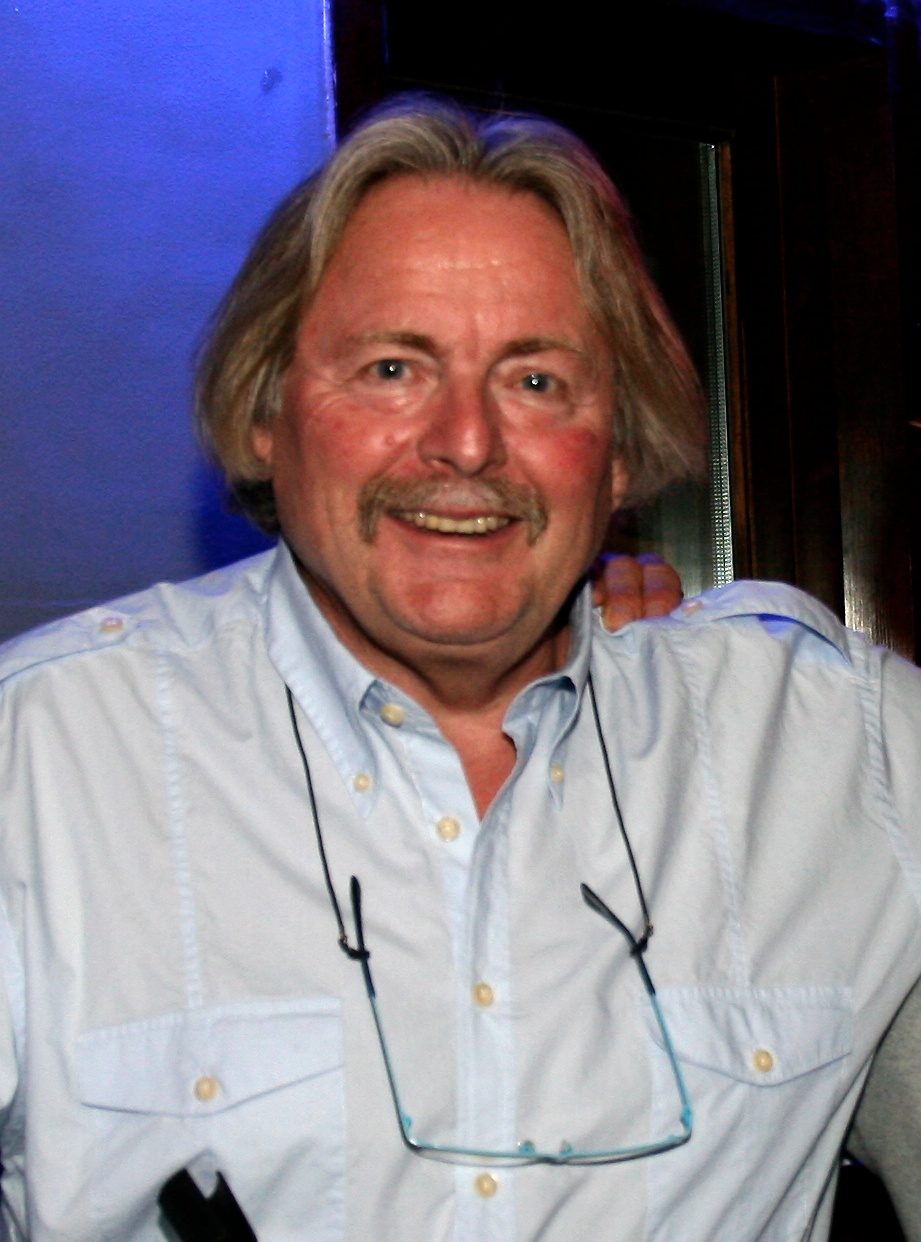
Helmut Debelius (2011)

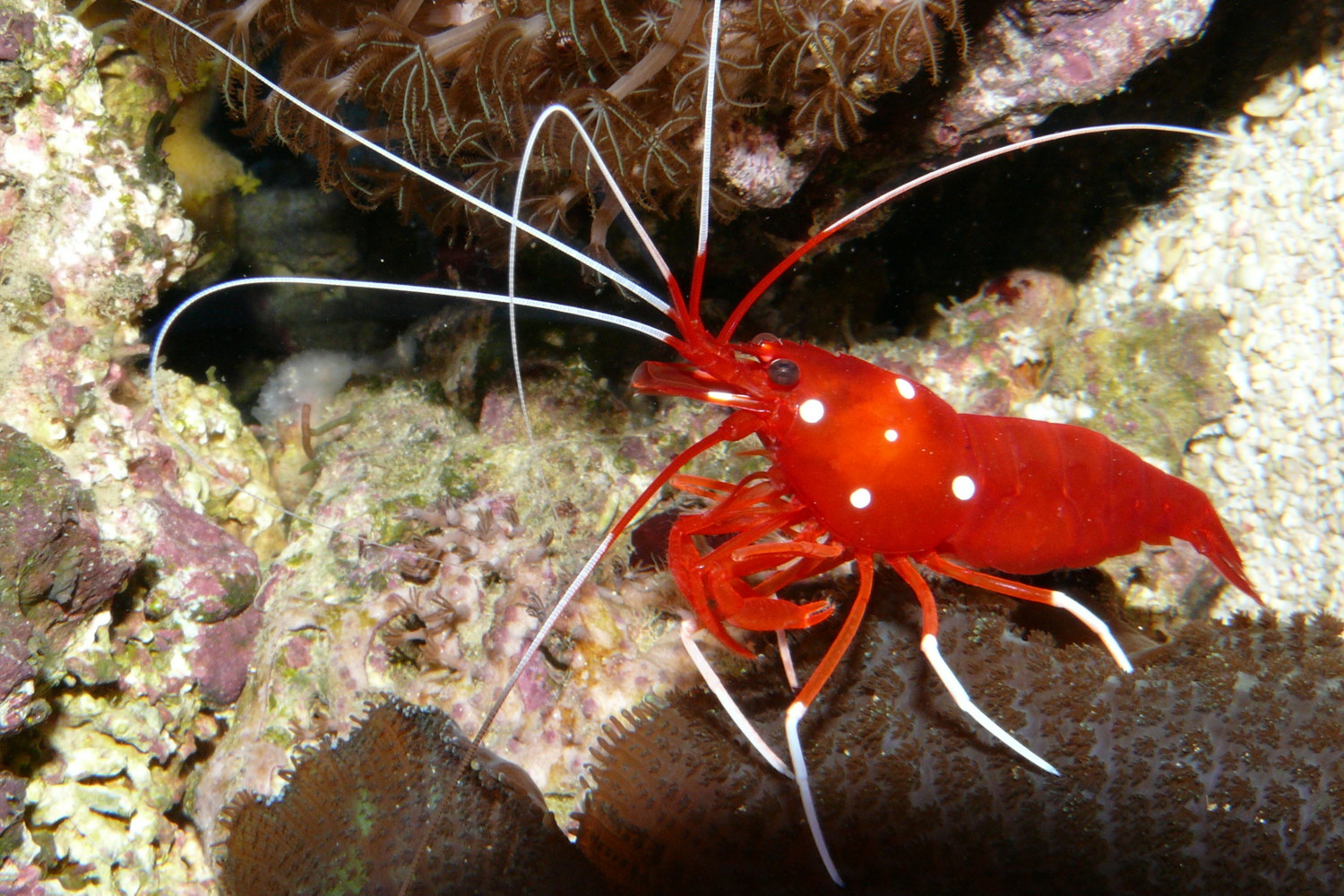
Die nach Debelius benannte Garnelenart Lysmata debelius.

Helmut Debelius (* 11. März 1947 in Frankenberg a. d. Eder) ist ein deutscher Meeresforscher, Autor, Unterwasserfotograf und Humanist.

## Leben
Debelius arbeitete nach dem Abitur bei der Polizei. Während seiner Zeit als Kriminalkommissar war er unter anderem als Wirtschaftsfahnder, Leibwächter und V-Mann tätig. Parallel zu seiner beruflichen Laufbahn widmete er einen wachsenden Teil seiner Zeit der Aufklärung und Religionskritik: ab April 1973 leitete er die Kirchenaustrittsberatung der Humanistischen Union.
Weiter entdeckte Debelius seine Liebe zur Unterwasserwelt. Nach längeren Erfahrungen als Schnorchler lernte er 1972 auf Lanzarote das Gerätetauchen mit der Pressluftflasche. 1979 gründete er das Unterwasser-Fotoarchiv IKAN. Als Autor schrieb er mehrere Bücher zum marinen Lebensraum, die er mit eigenen Fotografien bebilderte. Des Weiteren entdeckte Debelius mehrere Meerestiere, die nach ihm benannt sind, u. a. den Kaiserfisch Centropyge debelius, die Putzergarnele Lysmata debelius, das Zwergseepferdchen Hippocampus debelius und die Spindelkauri Naviculavolva debelius.
Aufgrund seiner Verehrung von Charles Darwin entwickelte er sich zu einem evolutionären Humanisten und ist nun Präsident des Internet-Forums Humanistischer Pressedienst, weil er mediale Präsenz religionskritischer Positionen für wichtig erachtet.
Seit 2003 ist Debelius Besitzer eines kleinen Weinguts in einem rheinhessischen Dorf, in dem er Riesling und Regent anbaut.

## Werke (Auswahl)
- mit Rudie H. Kuiter: Atlas der wirbellosen Meerestiere. Weichtiere, Würmer, Stachelhäuter, Krebstiere, Stuttgart: Kosmos, 2009, ISBN 978-3-440-11042-3.
- mit Rudie H. Kuiter: Atlas der Meerestiere. Die Fische an den Küsten der Weltmeere, Stuttgart: Kosmos, 2006, ISBN 978-3-440-09562-1.
- mit Rudie H. Kuiter: Nacktschnecken der Weltmeere, Stuttgart: Kosmos, 2007, ISBN 978-3-440-11133-8.
- Festschmaus für Teufelsrochen. Meine abenteuerlichsten Taucherlebnisse, Stuttgart: Kosmos, 2007, ISBN 978-3-440-10977-9.
- Riff-Führer Südostasien. Malaysia, Indonesien, Palau, Philippinen, Trop. Japan, China, Vietnam, Thailand, 2. überarb. Aufl., Stuttgart: Kosmos, 2007, ISBN 978-3-440-11242-7.
- Riff-Führer Indischer Ozean. Malediven, Sri Lanka, Thailand, Südafrika, Mauritius, Madagaskar, Ostafrika, Seychellen, 4. überarb. Aufl., Stuttgart: Kosmos, 2007, ISBN 978-3-440-11101-7.
- Riff-Führer Rotes Meer. Ägypten, Israel, Jordanien, Sudan, Saudi-Arabien, Jemen, Arabische Halbinsel, 5. überarb. Aufl.,Stuttgart: Kosmos, 2007, ISBN 978-3-440-11100-0.
- Fisch-Führer Mittelmeer und Atlantik. Von Spanien bis zur Türkei, von Norwegen bis Südafrika, 4. Aufl., Stuttgart: Kosmos, 2007, ISBN 978-3-440-11241-0.
- Unterwasserführer Rotes Meer. Fische, Verlag Delius Klasing, 8. Aufl., 2006, ISBN 978-3-7688-1796-7.
- mit Hans A. Baensch: Mergus Meerwasseratlas. Band 1, 1997, Mergus Verlag, Melle 1997, 4. überarb. Aufl., 2006, ISBN 3-88244-110-0.
- mit Rudie H. Kuiter: Kaiserfische. Pomacanthidae, Stuttgart: Ulmer, 2003, ISBN 3-8001-4458-1.
- mit Rudie H. Kuiter: Falterfische. Chaetodontidae, Stuttgart: Ulmer, 2003, ISBN 3-8001-4243-0.
- mit Peter Wirtz: Niedere Tiere, Mittelmeer und Atlantik: Von Spanien bis zur Türkei. Von Norwegen bis zum Äquator, Hamburg: Jahr Verlag, 2003, ISBN 3-86132-681-7.
- Schneckenführer Indopazifik. Vom Roten Meer nach Südafrika bis zur Westküste Amerikas, Hamburg: Jahr Verlag, 1997, 2. überarb. Aufl. 2003, ISBN 3-86132-203-X.
- mit Rudie H. Kuiter: Doktorfische und ihre Verwandten, Stuttgart: Ulmer, 2002, ISBN 3-8001-3669-4.
- mit Rudie H. Kuiter: Lippfische. Stuttgart: Ulmer, 2002, ISBN 3-8001-3973-1.
- Krebsführer. Hamburg: Jahr Verlag, 2000, ISBN 3-86132-504-7
- Fische als Partner niederer Tiere, 3. erw. Aufl., Stuttgart: Ulmer, 1989, ISBN 3-8001-7938-5.